# 발현악기

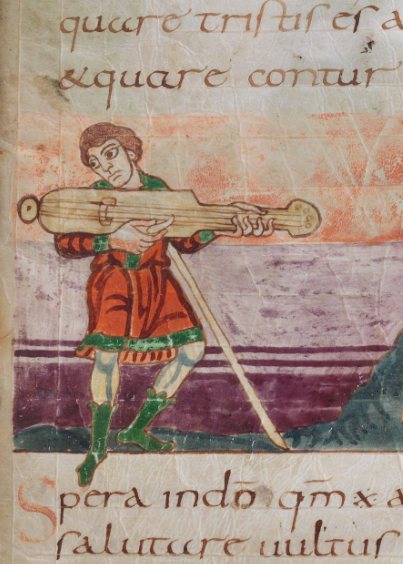

발현악기(撥絃樂器)는 손톱, 손가락 또는 피크 같은 도구로 줄을 퉁겨 연주하는 악기이다. 서양 음악에서는 기타, 류트, 만돌린 등의 악기가 이에 속하며, 그 외에 하프, 한국의 국악기로는 가야금, 거문고 등이 있다. 바이올린족 악기들은 기본적으로 활로 켜서 연주하는 찰현악기지만 손가락으로 줄을 퉁기는 피치카토 주법도 쓴다. 특히, 재즈에서 연주되는 더블 베이스는 피치카토의 비중이 활로 연주하는 아르코의 비중과 비슷하다.

## 악기 목록
- 발랄라이카 (러시아, 우크라이나, 벨라루스)
- 반두리아 (스페인)
- 밴조 (아메리카)
- 부주키 (그리스)
- 차랑고 (남아메리카)
- 단 짜인 (베트남)
- 콘트라베이스
- 일렉트릭 베이스
- 가야금 (한국)
- 거문고 (한국)
- 야특(몽골)
- 기타
  - 클래식 기타
  - 통기타
  - 베이스 기타
  - 어쿠스틱 베이스 기타
  - 채프먼 스틱
  - 전기 기타
  - 공명 기타 (즉, 도브로)
- 고금 (중국)
- 쟁 (중국)
- 하프
- 하프시코드 (유럽, 건반 악기)
- 키타라 (고대 그리스)
- 공후 (중화인민공화국)
- 류트 (유럽)
- 리라
- 만돌린 계열
  - 만돌린
- 솔터리
- 샤미센 (일본)
- 시타르 (인도)
- 우쿨렐레 (하와이주)
- 월금 (중국)
- 치터